# Colasposoma velutinum
Colasposoma velutinum é uma espécie de escaravelho de folha de Mali, e Senegal, descrito por Édouard Lefèvre em 1885.